# 15. Turniej Czterech Skoczni
15. Turniej Czterech Skoczni rozgrywany był od 30 grudnia 1966 do 8 stycznia 1967.
Turniej wygrał  Bjørn Wirkola.

## Oberstdorf
Data: 30 grudnia 1966

Państwo:  RFN

Skocznia: Schattenbergschanze

### Wyniki konkursu
| Poz. | Imię i nazwisko     | Narodowość     | Punkty |
| ---- | ------------------- | -------------- | ------ |
| 1.   | Dieter Neuendorf    | NRD            | 202,2  |
| 2.   | Peter Lesser        | NRD            | 201,5  |
| 3.   | Veikko Kankkonen    | Finlandia      | 200,6  |
| 3.   | Bjørn Wirkola       | Norwegia       | 200,6  |
| 5.   | Sepp Lichtenegger   | Austria        | 198,9  |
| 6.   | Józef Przybyła      | Polska         | 198,3  |
| 7.   | Walerij Emeljanow   | ZSRR           | 194,5  |
| 7.   | Michaił Wieretnikow | ZSRR           | 194,5  |
| 9.   | Wolfgang Stöhr      | NRD            | 192,6  |
| 10.  | Zbyněk Hubač        | Czechosłowacja | 190,3  |

## Garmisch-Partenkirchen
Data: 1 stycznia 1967

Państwo:  RFN

Skocznia: Große Olympiaschanze

### Wyniki konkursu
| Poz. | Imię i nazwisko   | Narodowość     | Punkty |
| ---- | ----------------- | -------------- | ------ |
| 1.   | Bjørn Wirkola     | Norwegia       | 229,0  |
| 2.   | Reinhold Bachler  | Austria        | 222,8  |
| 3.   | Veikko Kankkonen  | Finlandia      | 222,4  |
| 4.   | Dieter Neuendorf  | NRD            | 220,5  |
| 5.   | Manfred Queck     | NRD            | 215,8  |
| 6.   | Walerij Emeljanow | ZSRR           | 214,1  |
| 7.   | Peter Lesser      | NRD            | 213,0  |
| 8.   | Ronald Jensen     | Norwegia       | 209,4  |
| 9.   | Jiří Raška        | Czechosłowacja | 208,8  |
| 10.  | Max Golser        | Austria        | 208,4  |

## Innsbruck
Data: 6 stycznia 1967

Państwo:  Austria

Skocznia: Bergisel

### Wyniki konkursu
| Poz. | Imię i nazwisko     | Narodowość        | Punkty |
| ---- | ------------------- | ----------------- | ------ |
| 1.   | Bjørn Wirkola       | Norwegia          | 237,7  |
| 2.   | Franz Keller        | RFN               | 228,3  |
| 3.   | Sepp Lichtenegger   | Austria           | 223,2  |
| 4.   | Christoffer Selbekk | Norwegia          | 222,0  |
| 5.   | Jiří Raška          | Czechosłowacja    | 215,9  |
| 6.   | Peter Lesser        | NRD               | 215,2  |
| 7.   | Dieter Neuendorf    | NRD               | 214,4  |
| 8.   | Jay Martin          | Stany Zjednoczone | 214,0  |
| 9.   | Peter Eržen         | Jugosławia        | 213,7  |
| 10.  | Józef Kocyan        | Polska            | 213,2  |

## Bischofshofen
Data: 6 stycznia 1967

Państwo:  Austria

Skocznia: Paul-Ausserleitner-Schanze

### Wyniki konkursu
| Poz. | Imię i nazwisko   | Narodowość        | Punkty |
| ---- | ----------------- | ----------------- | ------ |
| 1.   | Bjørn Wirkola     | Norwegia          | 242,7  |
| 2.   | Jiří Raška        | Czechosłowacja    | 233,4  |
| 3.   | Sepp Lichtenegger | Austria           | 219,4  |
| 4.   | Ronald Jensen     | Norwegia          | 219,1  |
| 5.   | Veikko Kankkonen  | Finlandia         | 214,8  |
| 6.   | Dieter Neuendorf  | NRD               | 209,4  |
| 6.   | Zbyněk Hubač      | Czechosłowacja    | 209,4  |
| 8.   | Franz Keller      | RFN               | 208,9  |
| 9.   | Adrian Watt       | Stany Zjednoczone | 206,8  |
| 10.  | Manfred Queck     | NRD               | 205,3  |

## Klasyfikacja generalna
| Poz. | Skoczek             | Kraj           | Punkty |
| ---- | ------------------- | -------------- | ------ |
| 1.   | Bjørn Wirkola       | Norwegia       | 910,0  |
| 2.   | Sepp Lichtenegger   | Austria        | 847,6  |
| 3.   | Dieter Neuendorf    | NRD            | 846,5  |
| 4.   | Veikko Kankkonen    | Finlandia      | 834,8  |
| 5.   | Peter Lesser        | NRD            | 833,0  |
| 6.   | Franz Keller        | RFN            | 820,8  |
| 7.   | Jiří Raška          | Czechosłowacja | 820,1  |
| 8.   | Zbyněk Hubač        | Czechosłowacja | 812,6  |
| 9.   | Józef Przybyła      | Polska         | 811,9  |
| 10.  | Michaił Wieretnikow | ZSRR           | 810,2  |